# Debrište
Debrište (makedonsky: Дебриште) je vesnice v Severní Makedonii. Nachází se v opštině Rosoman ve Vardarském regionu.

## Geografie
Vesnice se nachází v oblasti Tikveš, 14 km severozápadně od města Kavadarci a 11 km od centra opštiny Rosoman.

## Historie
Území vesnice bylo osídleno již v římských dobách, sloužilo hlavně jako místo pro těžbu mramoru. Svědčí o tom pozůstatky hornické osady a dva kamenné lomy v okolí obce.
Podle záznamů Vasila Kančova z roku 1900 žilo ve vesnici 270 obyvatel makedonské národnosti.

## Demografie
Podle sčítání lidu z roku 2021 žije ve vesnici 43 obyvatel makedonské národnosti.
| Rok          | 1900 | 1905 | 1948 | 1953 | 1961 | 1971 | 1981 | 1991 | 1994 | 2002 | 2021 |
| ------------ | ---- | ---- | ---- | ---- | ---- | ---- | ---- | ---- | ---- | ---- | ---- |
| Obyvatelstvo | 270  | 160  | 273  | 261  | 256  | 203  | 173  | 116  | 117  | 92   | 43   |